# Jordi Aliaga Solé
Jordi Aliaga Solé (Barcelona, 22 de setembre de 1990) és un àrbitre de bàsquet català de la lliga ACB. Pertany al Comitè d'Àrbitres Català.

## Trajectòria
Es va iniciar en l'arbitratge en l'any 2005. Ha passat per totes les categories fins que va arribar a la Lliga ACB a l'any 2013, al costat del madrileny Rafael Serrano. Exerceix el càrrec de professor de regles i d'assessor tècnic arbitral a la Federació Catalana de Bàsquet. Ha arbitrat partits del Play-off de la Lliga ACB. Va ser designat per a la Supercopa d'Espanya 2017 on va arbitrar la semifinal entre l'Herbalife Gran Canaria i Reial Madrid (73-64).
Va obtenir la doble llicenciatura de Relacions Laborals i Ciències Empresarials per la Universitat Pompeu Fabra.

### Internacional
Va ser designat, al costat de Raúl Zamorano Sánchez, per assistir al curs d'àrbitre internacional FIBA que es va celebrar entre els dies 14 i 18 de març de 2018 a la localitat hongaresa de Szekesfehervar, on els 18 àrbitres participants dirigeixen trobades del Eybl Central European U20 & U16 playoffs.
El 26 de juny de 2018 va conèixer que el col·legiat va ser convidat a participar en el Clínic per Àrbitres de l'Eurolliga de bàsquet, i la temporada següent, la 2018-19, serà un dels àrbitres de les competicions organitzades per la Euroleague Basketball: EuroLeague i EuroCup.

## Temporades
| Categoria            | Lloc      | Any               |
| -------------------- | --------- | ----------------- |
| Categories inferiors | Catalunya | 2005 - 2007       |
| 2ª Divisió           | Catalunya | 2007 - 2008       |
| 1ª Divisió           | Espanya   | 2007 - 2008       |
| Copa Catalunya       | Espanya   | 2008 - 2009       |
| Lliga EBA            | Espanya   | 2009 - 2011       |
| Lliga LEB            | Espanya   | 2011 - 2013       |
| Lliga ACB            | Espanya   | 2013 - Actualitat |
| Eurolliga/EuroCup    | Europa    | 2018 - Actualitat |